# Laurie Duncan
Laurie Duncan es un actor inglés, más conocido por haber interpretado a Callum Kane en la serie Hollyoaks.

## Biografía
En septiembre de 2011 comenzó a salir con la actriz Lucy Dixon, pero la relación terminó.

## Carrera
En 2011 apareció como invitado en la serie Law & Order: UK, donde interpretó a Danny Heywood. El 6 de septiembre de ese mismo año, se unió al elenco de la exitosa serie británica Hollyoaks, donde interpretó al estudiante Callum Kane, hasta el 4 de octubre de 2013.

## Filmografía

### Series de televisión
| Año         | Título          | Personaje     | Notas              |
| ----------- | --------------- | ------------- | ------------------ |
| 2013        | Hollyoaks Later | Callum Kane   | 4 episodios        |
| 2011 - 2013 | Hollyoaks       | Callum Kane   | 140 episodios      |
| 2011        | Law & Order: UK | Danny Heywood | episodio "Line Up" |